# Cục Dân quân Tự vệ, Quân đội nhân dân Việt Nam
Cục Dân quân Tự vệ trực thuộc Bộ Tổng Tham mưu Quân đội nhân dân Việt Nam là cơ quan tham mưu chiến lược đầu ngành giúp Đảng uỷ Quân sự Trung ương, Bộ Quốc phòng, Bộ Tổng tham mưu xây dựng lực lượng vũ trang quần chúng.

## Lịch sử hình thành
- Ngày 12/2/1947, Chủ tịch Hồ Chí Minh đã ký Sắc lệnh số 16/SL thành lập Phòng Dân quân thuộc Cục Chính trị - Bộ Quốc phòng (nay là Cục Dân quân tự vệ - Bộ Tổng tham mưu).[3]

## Lãnh đạo hiện nay
- Cục trưởng:Thiếu tướng Nguyễn Quốc Toản
- Phó Cục trưởng: Thiếu tướng Lê Văn Trì
- Phó Cục trưởng: Thiếu tướng Nguyễn Văn Đồng
- Phó Cục trưởng: Thiếu tướng Nguyễn Chí Công
- Phó Cục trưởng:Đại tá Nguyễn Hoàng Minh

Trung tướng: Cục trưởng
Thiếu tướng: Phó Cục trưởng không quá hai

## Tổ chức
- Phòng Kế hoạch tổng hợp
- Trợ lý Chính trị
- Phòng Tổ chức xây dựng lực lượng
- Phòng Tác chiến
- Phòng Huấn luyện
- Phòng Giáo dục quốc phòng
- Ban Hành chính
- Ban Tài chính

## Tổ chức cơ quan Dân quân Tự vệ trong Quân đội
- Cục Dân quân Tự vệ thuộc Bộ Tổng Tham mưu
- Phòng Dân quân Tự vệ thuộc các Quân khu
- Ban Dân quân Tự vệ thuộc các Bộ Chỉ huy Quân sự tỉnh, thành phố trực thuộc Trung ương

## Khen thưởng
- Danh hiệu Anh hùng Lực lượng Vũ trang Nhân dân (2005)[4]
- Huân chương Chiến công Hạng nhất
- Huân chương Bảo vệ Tổ quốc Hạng nhì

## Cục trưởng qua các thời kỳ
- 12/2/1947-, Khuất Duy Tiến, Trưởng phòng Dân quân, Cục chính trị, Bộ Quốc phòng[5]
- 1960-1970, Vũ Hải, Thiếu tướng (1983)
- 1987-1993, Vũ Văn Ba, Thiếu tướng (1987) Trung tướng (1994)
- -2013, Hoàng Châu Sơn, Trung tướng (2008)
- 2013-2018, Nguyễn Duy Nguyên, Trung tướng (2017), nguyên Phó Tư lệnh Quân khu 3
- 2018-2025, Phạm Quang Ngân Thiếu tướng(2017), Trung tướng(2021),  nguyên Chánh Văn phòng Bộ Tổng Tham mưu
- 2025-nay,Nguyễn Quốc Toản, Thiếu tướng (2023),nguyên Phó tư lệnh Bộ tư lệnh thủ đô Hà Nội

## Phó Cục trưởng qua các thời kỳ
- -2016, Hồ Xuân Thức, Thiếu tướng (2013)
- -2012, Phạm Hồng Kỳ, Đại tá
- 2012-2017, Nguyễn Mạnh Khuê, Thiếu tướng (2014)[6]
- 2016-2021, Bùi Viết Thi, Thiếu tướng (2017), nguyên Chỉ huy trưởng Bộ Chỉ huy quân sự tỉnh Ninh Bình
- 2017-nay, Lương Quang Cương, Đại tá[7]
- 12.2020- 10.2023, Trần Văn Sơn, Thiếu tướng (2020), nguyên Phó Cục trưởng Cục Cứu hộ cứu nạn, nguyên Chỉ huy trưởng Bộ Chỉ huy quân sự tỉnh Hà Tĩnh
- 2019-nay,  Lê Văn Trì, Thiếu tướng (6/2020)
- 12.2022- nay, Nguyễn Chí Công, Đại tá, nguyên Chỉ huy trưởng Bộ CHQS tỉnh Hưng Yên
- 12.2024-nay,Nguyễn Quốc Toản, Thiếu tướng (2023),nguyên Phó tư lệnh Bộ Tư lệnh Thủ đô Hà Nội